# Abies nebrodensis
Espèce
Synonymes
- Abies pectinata Gilib. var. nebrodensis Lojac., 1904 (basionyme)

Statut de conservation UICN

 CR  : 
En danger critique
Statut CITES
Abies nebrodensis, connue sous le nom de « sapin de Sicile », est une espèce de conifères de la famille des Pinaceae, endémique de Sicile.

## Noms vernaculaires
- Sapin argenté de Sicile, sapin des Nébrodes[2].

## Répartition
Cette espèce vit uniquement sur les monts Madonies en Sicile (Italie). Il ne reste plus que 24 spécimens adultes, l'espèce est en danger critique  d'extinction.